# Pont de Francis Scott Key (Baltimore)
El pont de Francis Scott Key, conegut d'inici com a Outer Harbor Crossing i rebatejat el 1976, encara en construcció, com a pont Key o pont Beltway, fou un pont estatunidenc.
Es tractava d'una infraestructura feta a partir d'un arc d'acer continu a través d'un pont d'encavallada que creuava el riu Patapsco fins a arribar al Port de Baltimore, que duu la ruta 695 de Maryland a Baltimore. El seu tram entre pilons del tram principal (la longitud més llarga de calçada sense suport) de 336 metres de la longitud havia estat el tercer tram més llarg del món. També havia estat el pont més llarg de l'àrea metropolitana de Baltimore. Tanmateix, el 26 de març del 2024, a les 01:27 EDT (UTC–4), el pont es va esfondrar parcialment després que el vaixell portacontenidors de bandera singapuresa Dali xoqués contra un dels seus pilars de suport.
El pont feia 2.632 metres de llarg i transportava uns 11,5 milions de vehicles anuals. Era una ruta designada per a camions de materials perillosos, puix que aquests productes estan prohibits als túnels del port de Baltimore i Fort McHenry.

## Esfondrament
El 26 de març de 2024, cap a les 01:28 hores EDT (05:28 UTC), la part del pont es va esfondrar després que el vaixell portacontenidors de Singapur Dali xoqués amb un dels pilars de suport. L'esfondrament va provocar sis víctimes mortals. Un nombre desconegut de vehicles i de treballadors de la construcció es trobava al pont en el moment de la col·lisió i el posterior col·lapse.